# 桑巴伊巴
桑巴伊巴是巴西马拉尼昂州的一个市镇。总面积2478.569平方公里，总人口5790人，人口密度2.3人/平方公里。